# Aril-alcol deidrogenasi
La aril-alcol deidrogenasi è un enzima appartenente alla classe delle ossidoreduttasi, che catalizza la seguente reazione:
un alcol aromatico + NAD+ ⇄ una aldeide aromatica + NADH + H+
Si tratta di un gruppo di enzimi che presentano ampia specificità nei confronti di alcoli primari contenenti anello aromatico o anello di ciclohes-1-ene, ma con una scarsa o nulla attività nei confronti di alcoli che presentano brevi catene alifatiche.